# Tim Smyczek
Tim Smyczek (* 30. prosince 1987 Milwaukee, Wisconsin) je americký profesionální tenista. Ve své dosavadní kariéře nevyhrál na okruhu ATP World Tour žádný turnaj. Na challengerech ATP a okruhu ITF získal do  září 2012 dva tituly ve dvouhře a tři ve čtyřhře.
Na žebříčku ATP byl ve dvouhře nejvýše klasifikován v dubnu 2015 na 68. místě a ve čtyřhře pak v únoru 2014 na 160. místě. Trénuje ho Billy Heiser.
Na SAP Open 2011 v americkém San José porazil Japonce Kei Nišikoriho a postoupil do čtvrtfinále, v němž nestačil na francouzského tenistu Gaëla Monfilse. V dubnu 2012 získal první titul na challenegeru ve floridském Tallahassee. Ve finále zdolal Dancevice, který utkání skrečoval po prohrané první sadě.
Na US Open 2012 porazil jako kvalifikant v úvodním kole dvouhry krajana Bobbyho Reynoldse a ve druhém podlehl sedmnáctému nasazenému Nišikorimu ve třech sadách.

## Finále na challengerech ATP

### Dvouhra: 4 (1–3)

#### Vítěz
| Č. | Datum         | Turnaj      | Povrch | Finalista      | Výsledek |
| -- | ------------- | ----------- | ------ | -------------- | -------- |
| 1. | 2. dubna 2012 | Tallahassee | tvrdý  | Frank Dancevic | 7–5skreč |

#### Finalista
| Č. | Datum            | Turnaj   | Povrch | Vítěz          | Výsledek      |
| -- | ---------------- | -------- | ------ | -------------- | ------------- |
| 1. | 29. června 2009  | Winnetka | tvrdý  | Alex Kuznetsov | 4–6, 6–7(1–7) |
| 2. | 22. března 2010  | Rimouski | tvrdý  | Rik de Voest   | 0–6, 5–7      |
| 3. | 3. července 2010 | Winnetka | tvrdý  | Brian Dabul    | 1–6, 6–1, 1–6 |